# 浮世絵切手

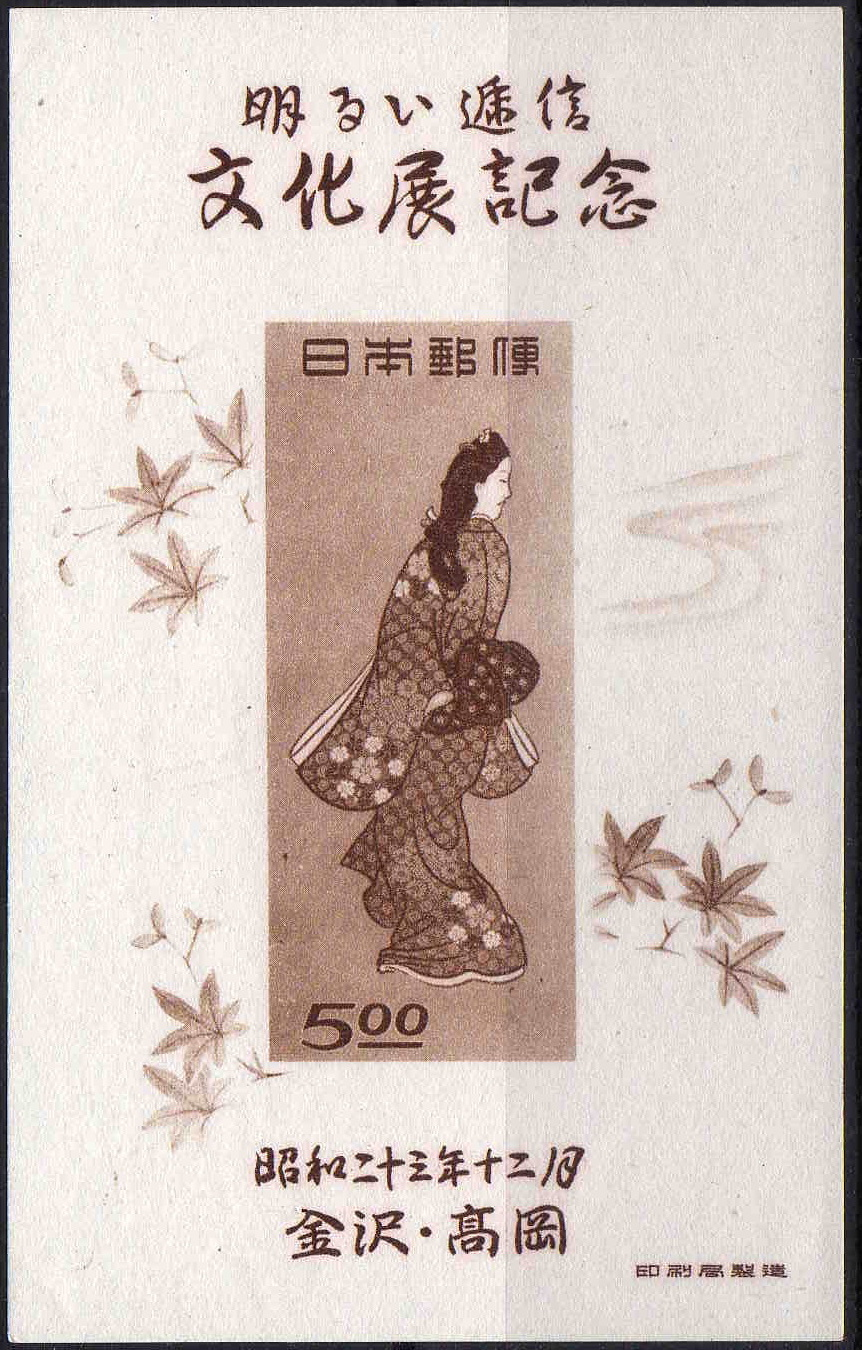
菱川師宣『見返り美人』（1948年（昭和23年）「金沢・高岡 明るい逓信文化展」記念の小型シートのもの）

浮世絵切手（うきよえきって）とは、浮世絵を図案に用いた切手である。浮世絵は、日本あるいは日本の文化の象徴として、日本の絵画や仏像などを扱った美術切手の中で最も多く採り上げられている題材である。1946年（昭和21年）に日本で発行された額面1円の普通切手が最初の浮世絵切手とされ、日本ではその後切手趣味週間や国際文通週間の記念切手などとして数多く発行された。日本国外においても、アラブ土侯国（休戦オマーン）のひとつシャールジャが1966年（昭和41年）に発行した切手がきっかけとなり、世界各国で発行されている。2011年（平成23年）時点で、日本で約190種、日本以外で約1,200種が発行されているとされる。

## 特徴
幕末の開国によって日本の文化が西欧に本格的に紹介されると、1862年（文久2年）のロンドン万国博覧会や1867年（慶応3年）のパリ万国博覧会などを通じて、ヨーロッパ中に「ジャポニズム」と呼ばれる日本文化ブームを巻き起こした。とりわけ浮世絵は、印象派やナビ派の画家、アーツ・アンド・クラフツ運動やアール・ヌーヴォーといった美術運動などに大きな影響を与え、日本の芸術作品として世界に知られるようになった。
「小さな窓」や「小さな外交官」と呼ばれることもある切手は、各国の文化を世界に発信する手段としても発行されており、日本を代表する美術品となった浮世絵は、日本文化あるいは日本そのものを象徴するものとして多くの国の切手に採り上げられている。日本郵趣協会の森下幹夫が2011年（平成23年）に行なった集計によれば、浮世絵切手は日本で約190種、日本以外で約1,200種が発行されているという。日本以外ではいわゆるアラブ土侯国や、アフリカやカリブ海の小国など、外貨獲得を目的に多数の切手を発行する切手濫造国からの発行が多い。
題材としては、葛飾北斎と歌川広重の作品が圧倒的な割合を占め、これらのほかでは喜多川歌麿と東洲斎写楽の作品が採り上げられることが多い。ただ、2000年（平成12年）以降は、日本国外を中心に、鈴木春信や鳥居清長など多様な浮世絵師の作品が切手として発行されるようになってきている。

## 歴史

### 日本

#### 最初の浮世絵切手
1946年（昭和21年）4月15日、日本の逓信院が新しい1円切手の同日付での発行を告示した。靖国神社の鳥居を図案としたもので、太平洋戦争中に製造されたものの、敗戦によって発行を見合わせていたものであった。前年12月に神道指令を発していたGHQはこれに激怒し、5月13日付で軍国主義的あるいは神道的とされる切手の発行禁止を指令し、新1円切手の販売差し止めと破棄を指示した。この時点ではこれ以外のすでに発行されていた軍国主義的・神道的な切手についての販売・使用までは禁じられなかったが、もともと切手不足であった中、日本社会は極端な切手不足にあえぐことになった。
このため、逓信省は同年8月1日から第1次新昭和切手と呼ばれる新たな普通切手を発行した。このうち額面1円の普通切手の図案には、葛飾北斎の『富嶽三十六景』から「山下白雨」が採用された。これが浮世絵を題材とした最初の切手である。続いて発行された額面1円30銭（のち4円）の切手にも、同じく北斎の「落雁図」が採用された。
1947年（昭和22年）11月1日には、切手趣味の週間記念として「山下白雨」の1円切手を5枚並べた小型シートが発行されている。さらに翌1948年（昭和23年）4月18日には、この小型シートの余白に赤紫色で加刷して「北斎百年祭記念」としたものも発行された。

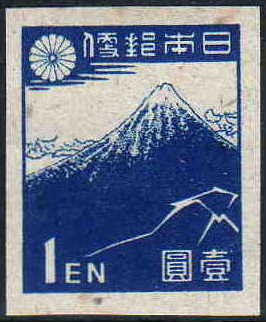
最初の浮世絵切手、 葛飾北斎『山下白雨』 1946年
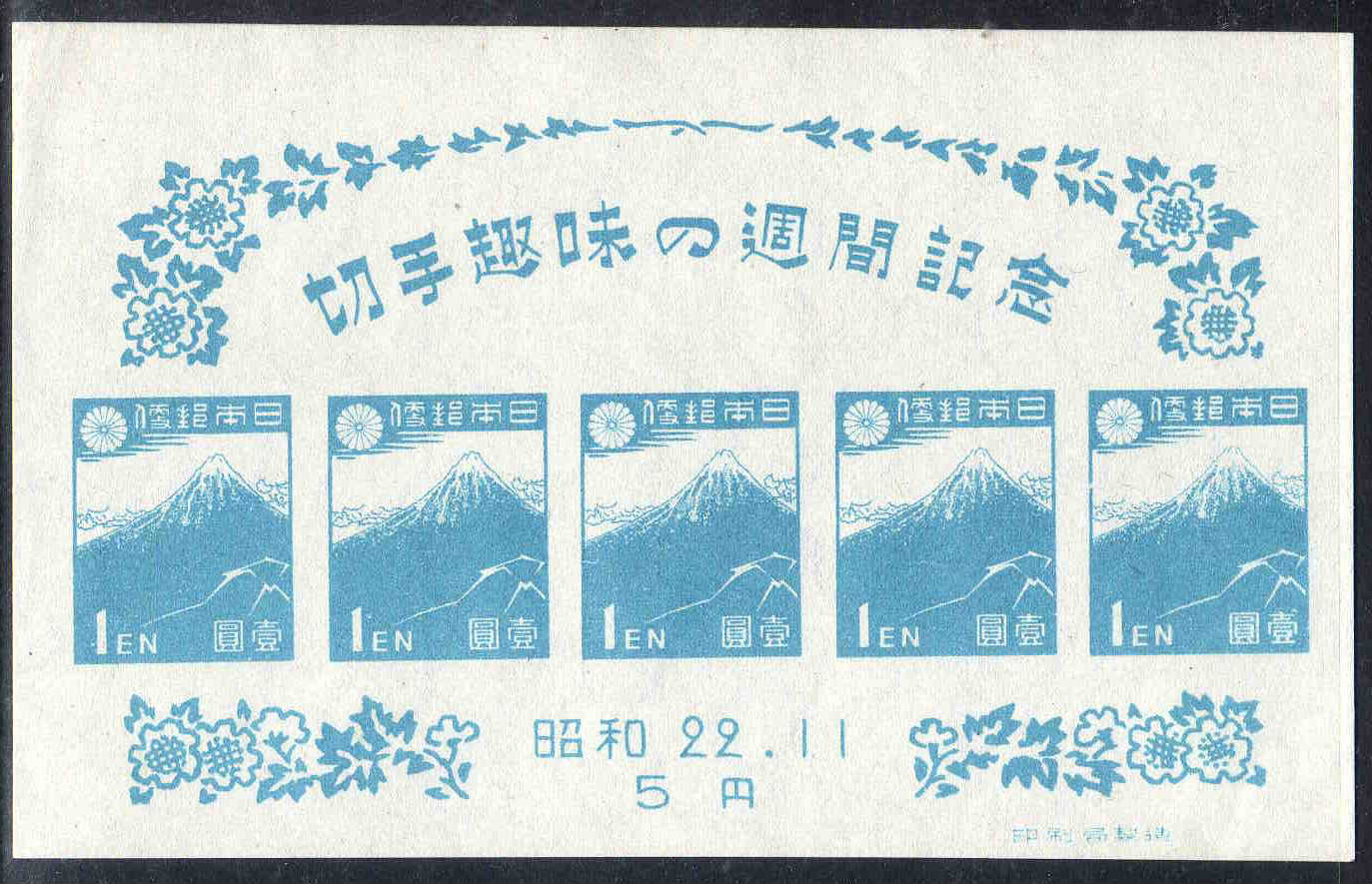
1947年 「切手趣味週間」、 葛飾北斎『山下白雨』
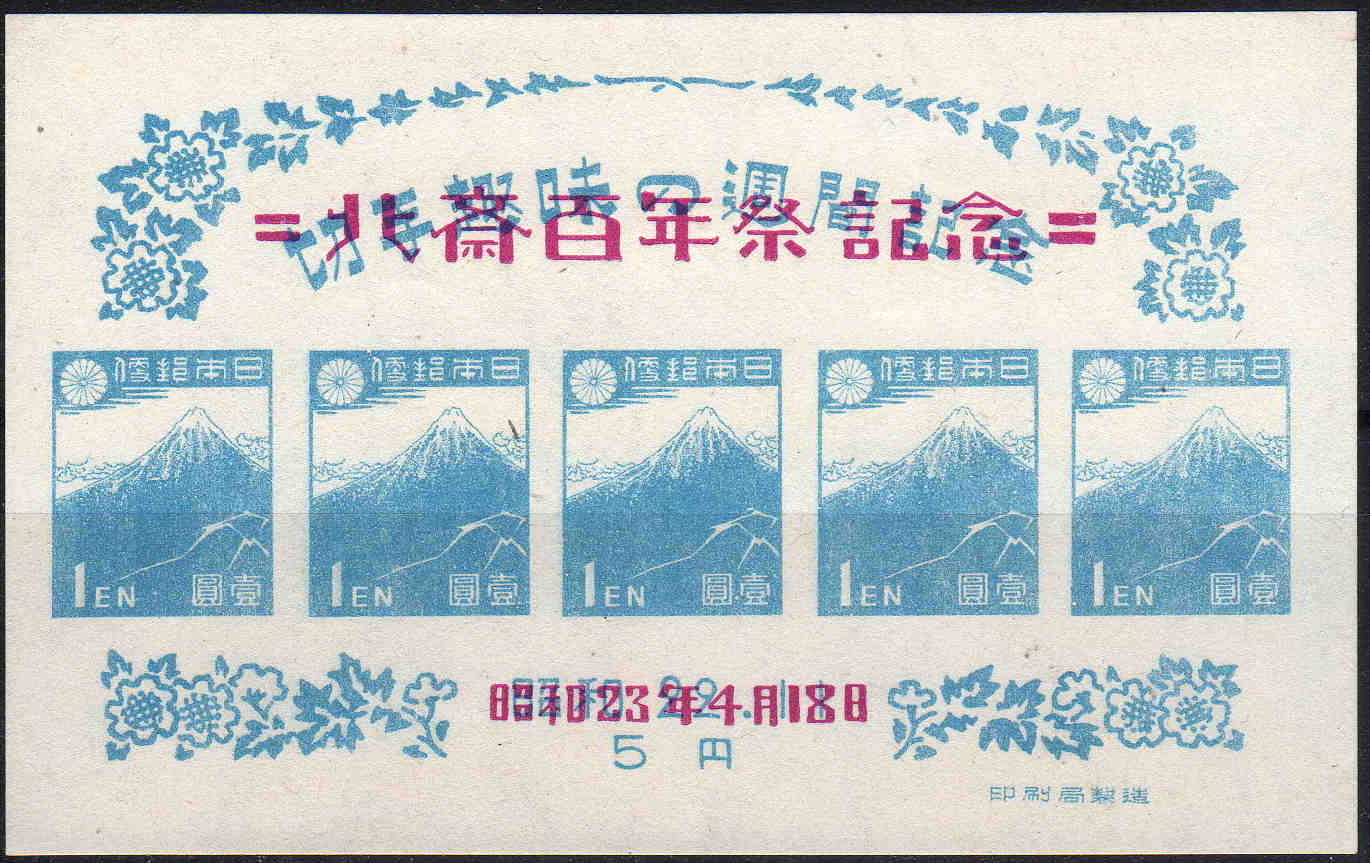
1948年 「北斎一〇〇年祭」、 葛飾北斎『山下白雨』
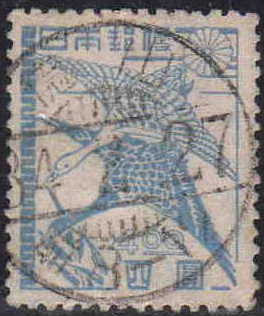
葛飾北斎『落雁図』 1947年

#### 切手趣味週間

##### 「見返り美人」と「月に雁」
1946年（昭和21年）は、日本の近代郵便制度が始まって75周年にあたった。逓信省は、郵便事業復興のための記念行事として逓信博物館と日本橋の三越百貨店で記念展覧会を開催。12月12日から21日までの10日間で、逓信博物館には26,940人、三越百貨店には493,500人の来場者を集めて大盛況に終わった。この成功を受けて、翌1947年（昭和22年）には第2回の開催に加えて、全国各地で展覧会や座談会を開いていった。さらに、11月には切手蒐集趣味の促進のために「切手趣味の週間」を定めて記念切手の発行を企画したが、この年は準備期間が足りなかったこともあって、上記の「山下白雨」の小型シート12万3千枚の発行にとどまった。当時流通していた普通切手を5枚並べただけのこの小型シートは極めて不評で、雑誌『郵趣』は「この記念切手たるや、御粗末にも、何とも御話にならぬ愚劣さで、その邉にある清酒の瓶のレツテルにも劣るといふ、氣の抜けたようなシートであつた」と評している。
1948年（昭和23年）の切手趣味の週間では、逓信省は面目をかけた切手の発行を目論み、11月29日に菱川師宣の肉筆画「見返り美人図」を図案とする記念切手を発行した。単色刷りながら気品のある美しさと、高額印紙用の目打ちを使用して当時の記念切手の2.5倍という世界的に見ても珍しかった超大型切手は、世間に衝撃を与えた。12月3日には、金沢と高岡の「明るい逓信文化展」を記念して、この「見返り美人」の切手を中央に配置した小型シートも発行された。「見返り美人」の切手は150万部、「金沢・高岡 明るい逓信文化展」の小型シートは15万部が発行されたが、これらは大人気となって、いずれも早々に完売した。郵便学者の内藤陽介は「『見返り美人』は戦後日本切手を代表する地位を獲得。現在にいたるまで常に高い人気を維持」と評している。1947年（昭和22年）の「山下白雨」の小型シートを酷評した雑誌『郵趣』も、「見返り美人」の切手については「郵便に用ひるのが惜しい位」と述べている。

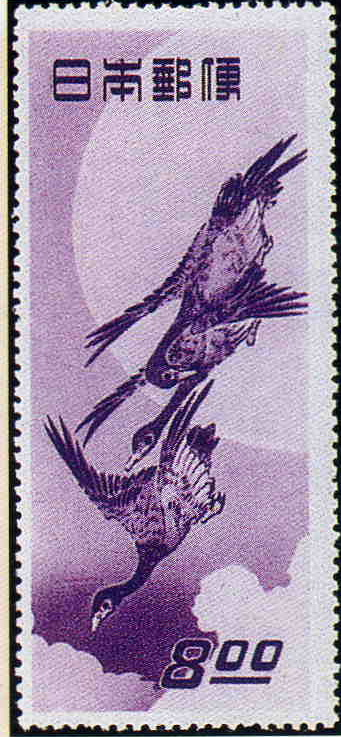
1949年、歌川広重『月に雁』

翌1949年（昭和24年）11月1日には、「切手趣味の週間」を包含した「郵便週間」の記念切手として、「見返り美人」の切手と同サイズで歌川広重の「月に雁」に図案をとった切手が発行された。郵政省は、前年の「見返り美人」の切手の人気を受けて200万部を用意したが、当時はそれほど人気とはならず、翌年まで在庫があったとされている。それでも「月に雁」の切手は1950年代後半に切手蒐集ブームが到来すると再評価されるようになり、日本郵趣協会の森下幹夫は「月に雁」の切手を「見返り美人」の切手とともに「浮世絵切手を語る時、無くてはならない切手」と評している。

##### 記念切手発行中断
1950年（昭和25年）から1953年（昭和28年）までの間は、切手趣味週間に記念切手は発行されなかった。1954年（昭和29年）からは「切手趣味週間の行事は郵政が直接かかわるべきではなく、郵趣団体が行うべき」との考えから、全日本郵趣連盟が主催、郵政省が後援という形になった。
8月に急に郵政省から押し付けられる形となった全日本郵趣連盟は、記念切手の発行を強く要請。しかし、11月の切手趣味週間までに新たな切手を作成するには準備期間が足りず、ちょうど11月20日に発行予定だった切手帳を製本せずペーンのまま切手趣味週間記念として発行することとした。このため、例年11月1日に始まる切手趣味週間は、この年はこのペーンの発行に合わせて11月20日開始となった。
ペーンは、額面10円の普通切手を10枚並べたもので、切手帳の余白の標語を「名あては正しく明りように」「旅行に便利な簡易書留」から「郵便は世界を結ぶ」「切手に学ぶ世界の知識」に変えただけのものであった。また、発行部数はわずか5万部（のちに1万部増刷）だった。発行部数の少なさは切手蒐集家に「入手できないかも」という不安を与えた。切手趣味週間を表すものが何も記載されていないただの普通切手10枚のペーンで目新しさがないこと、全日本郵趣連盟の発行する機関紙『切手』の発行部数が4,000部に過ぎないこと、当時の100円は小中学生が容易に払える額ではなかったことなどから、5万部が少ないとは言えないとする冷静な声もあったものの、全日本郵趣連盟が稀少性を煽ったことと、全ての郵便局に行き渡らせることができないため切手趣味週間関連の行事を行う局を中心に配給するという販売方法をとったことなどから大混乱となった。この年の切手趣味週間は、切手蒐集家に郵政省や全日本郵趣連盟に対する不満や不信を抱かせることになり、切手趣味週間の歴史における大きな汚点とされている。

##### 「ビードロを吹く娘」以降
1950年（昭和25年）に勃発した朝鮮戦争は日本に特需をもたらし、戦後復興から経済成長へと向かっていった。経済の復興・成長とともに日本国内の郵便取扱量は急増し、それにともなって切手の需要も増大した。そのため、大蔵省印刷局は、1954年（昭和29年）10月に西ドイツから4色刷りが可能な最新式のグラビア印刷機を輸入した。練習をかねて単色の普通切手などを発行した後、翌1955年（昭和30年）5月16日に満を持して第15回国際商業会議所総会の記念切手を発行した。こいのぼりの図案を4色グラビア印刷で描いたこの切手は、世界中の切手関係者の注目を集めた。
続いて、前年に切手帳ペーンで不評を買った汚名返上のために、グラビア印刷機を使った切手趣味週間の記念切手の発行を企画。好評だった「見返り美人」や「月に雁」に倣って浮世絵を扱うこととし、グラビア印刷による原色での再現を目指した。印面のサイズはヨコ33ミリメートル、タテ48ミリメートルという大型切手とした。大型切手となったのには、サイズが大きい方が技術的には容易であったという理由もあった。題材としては喜多川歌麿の「ビードロを吹く娘」が採用され、1955年（昭和30年）11月1日に500万部が発行された。
「ビードロを吹く娘」の切手は、その印刷水準の高さから世界の切手関係者に驚きをもって迎えられた。翌年以降も、1956年（昭和31年）11月1日に東洲斎写楽の「市川蝦蔵の扮する竹村定之進」（500万部）、1957年（昭和32年）11月1日に鈴木春信の「まりつき」（850万部）と、切手趣味週間の記念切手として浮世絵を図案とする大型美術切手の発行が続いた。これらの浮世絵切手によって日本のグラビア多色刷りの技術は世界最高水準と他国から認識されるようになり、大蔵省印刷局に切手製造を発注する国も出てくるようになった。また、1960年（昭和35年）にフランスがルーブル美術館所蔵の美術品切手シリーズの発行を始めたのは、浮世絵切手が示した日本の技術への対抗心からだったとも言われている。
1958年（昭和33年）に切手趣味週間が郵政記念日に合わせて春に移ってからも記念切手の発行は続き、1958年（昭和33年）4月20日に鳥居清長の「雨中湯帰り」（2500万部）、1959年（昭和34年）5月20日には鳥文斎栄之の「まぼろし落雁」（1500万部）が題材に選ばれた。その後も大型の美術切手が切手趣味週間の記念切手として定着し、毎年発行されている。題材としては日本美術史上の幅広いジャンルの絵画の名作が採用されており、浮世絵もたびたび採り上げられている。

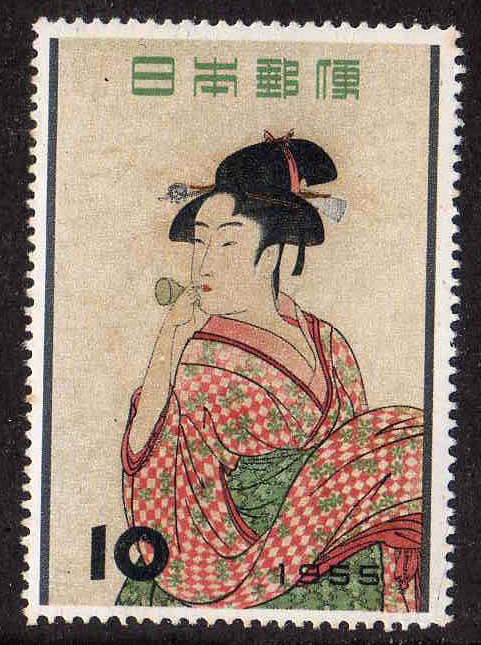
1955年、喜多川歌麿『ビードロを吹く娘』
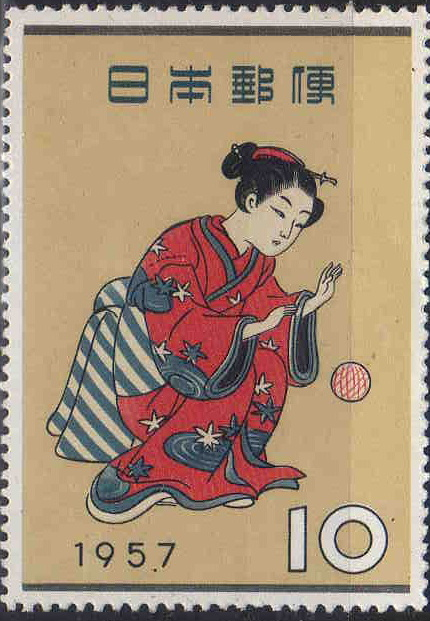
1957年、鈴木春信『まりつき』 （手鞠つき）
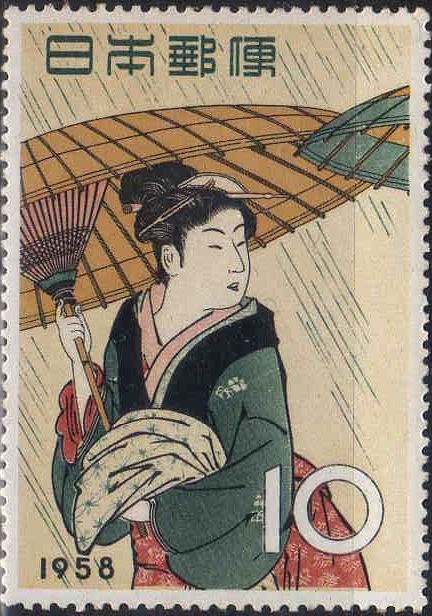
1958年、鳥居清長『雨中湯帰り』

#### 国際文通週間
1952年（昭和27年）に対日講和条約が発効すると、日本は連合国軍の占領下から脱し、国際社会に復帰。1956年（昭和31年）には国際連合への加入も認められた。1957年（昭和32年）にカナダ・オタワで開催された第14回万国郵便連合大会議では、世界の人々と文通を通じて相互理解を深め、世界平和の実現に貢献することなどを目的として、万国郵便連合の結成日にあたる10月9日を含む1週間を国際文通週間とすることが採択された。
これを受けて日本では、10月6日から12日までを国際文通週間とし、1958年（昭和33年）に外国宛ての国際郵便料金相当の額面の記念切手を発行することとした。当初は手紙をテーマにしたオリジナルデザインも検討されたが、1958年（昭和33年）10月5日に発行された最初の国際文通週間の記念切手の図案として採用されたのは、安藤広重の『東海道五拾三次』の「京師」であった。日本国外でも人気の「浮世絵」と、「京都」という分かりやすく日本文化を代表する図案が採用されたのである。

「京師」の切手の評価が高かったことから、単年の発行を想定していた国際文通週間の記念切手は毎年発行されることとなった。1962年（昭和37年）まで安藤広重の『東海道五拾三次』の図案が続いた後、1963年（昭和38年）から1969年（昭和44年）まで葛飾北斎の『富嶽三十六景』、1970年（昭和45年）から1972年（昭和47年）まで明治期の開化絵、1988年（昭和63年）の役者絵といった浮世絵をはじめとして、日本文化を海外に発信する美術作品が題材として採用されている。なお、安藤広重の『東海道五拾三次』は2000年（平成12年）から2005年（平成17年）、2007年（平成19年）から2009年（平成21年）、2013年（平成25年）から2019年（令和元年）にも国際文通週間の記念切手の題材となり、2019年（令和元年）発行の「日坂」「鳴海」「関」をもって55種（53の宿場町と始点・終点の日本橋・三条大橋）全てが発行された。

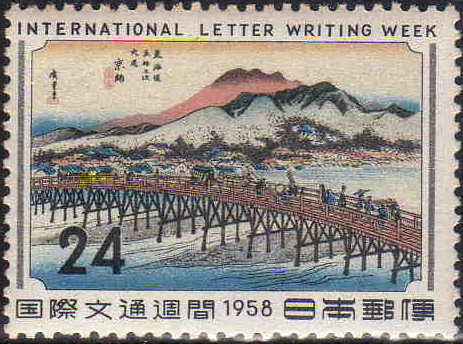
1958年 「京師 三条大橋」
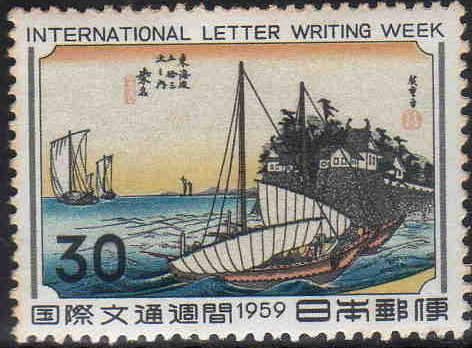
1959年 「桑名 七里渡口」
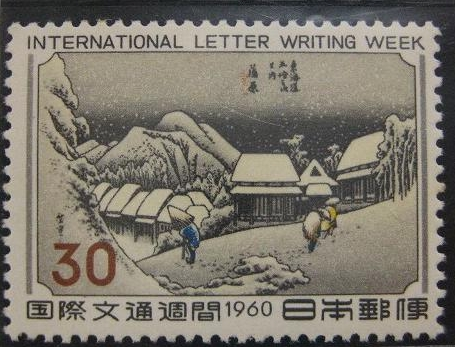
1960年 「蒲原 夜之雪」
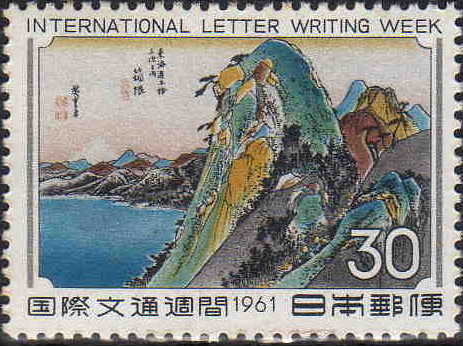
1961年 「箱根 湖水図」
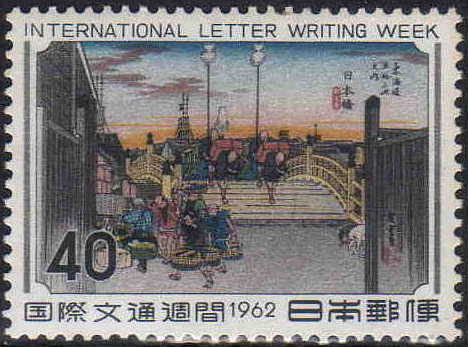
1962年
「日本橋 朝之景」[57]

#### その後
切手趣味週間や国際文通週間の記念切手以外にも、日本では多くの浮世絵切手が断続的に発行され続けている。例えば、1978年（昭和53年）から1979年（昭和54年）にかけては「相撲絵シリーズ」として全5集15種類が発行された。
特徴的なものとしては、1991年（平成3年）の日本国際切手展'91に向けて発行された小型シートや、2001年（平成13年）の日本国際切手展2001での試行販売がある。日本国際切手展'91の際には、前年1990年（平成2年）10月16日に翠園堂春信の「文遣い図」を図案とする小型シートが発行されたが、通常のもののほかに、余白に切手展の入場券が印刷されたシートも発行されている。日本国際切手展2001でも、浮世絵を題材とした記念切手が発行され、会場内では、通常の切手で切手展のロゴが描かれているタブの部分に好きな写真を入れることができるオリジナル切手がデモンストレーション販売された。
2007年（平成19年）8月には、ふるさと切手東京版「江戸名所と粋の浮世絵」が発行された。これは、歌川広重の「名所江戸百景」から5点と、喜多川歌麿、東洲斎写楽の作品を組み合わせた10枚組のシートで、2011年（平成23年）8月まで全5集が発行されている。翌2012年（平成24年）8月からは浮世絵シリーズ「諸国名所と江戸美人」として歌川広重の「六十余州名所図会」からの5点と喜多川歌麿などの浮世絵師の美人画を組み合わせた10枚組のシートが、2017年（平成29年）9月発行の第6集まで毎年発行された。

### 日本国外

#### 最初期
日本以外の国による浮世絵に関する切手の発行としては、1960年にルーマニアが発行した葛飾北斎の肖像がある。この肖像画は、欧米では北斎の自画像と認識されることが多々あるが、おそらく弟子の手によるものであろうと考えられている。世界の文化人を顕彰する切手の一つとして採り上げられたもので、郵便学者の内藤陽介は、60年安保の真っただ中にあった日本がアメリカから離れて中立化するのではないかと考えた東側陣営のルーマニアが、日本との友好関係構築に向けて秋波を送ったものであろうとしている。
これに続く日本国外における浮世絵切手の最初期のものとしては、1967年にアラビア半島にあった首長国のシャールジャとカリシから発行されたものが知られている。これらの国はイギリスの保護下にあり（休戦オマーン）、当時の日本においてはアラブ土侯国と呼ばれていた。こういった国は外貨獲得のために切手エージェント会社に丸投げする形で切手を発行することで知られていた。自国とはほとんど無関係でも売れそうな図案を切手にし、国内の郵便事情からは明らかに過剰な量の切手を発行することから、切手蒐集家の中には忌避する者も少なくなく、これらの切手は土侯国切手と呼ばれている。
シャールジャでは「郵便の日」の記念切手として発行したとしているが、内藤は、世界第2位の経済大国となった日本の切手蒐集家の購買力を見込んで発行したものと推察している。ちなみに切手の下部には日本の大蔵省印刷局を意味する「GOVT. PRINTING BUREAU TOKYO」の文字が印字されており、この切手はシャールジャが発注し日本で製造されたものであることが示されている。内藤によれば、これも日本人蒐集家に向けた信頼性のアピールであるという。
いずれにしても、このシャールジャの切手は、世界的には浮世絵切手が珍しかったため注目され、シャールジャ当局の予測を超える売り上げをあげる大成功となったようである。この成功によって浮世絵は切手で日本を表現する際の定番の題材となり、アラブ土侯国などの切手濫造国はもとより、世界各国で浮世絵切手が発行される契機となった。

#### 1970年代
1970年代に入ると、大阪万博や札幌冬季オリンピックなど日本開催の国際イベントにあわせて他国でもこれらに関する多くの切手が発行され、浮世絵もその題材として採り上げられた。この時期の浮世絵切手の発行国もアラブの土侯国が中心であったが、ほかにアフリカ諸国や東欧諸国などからも発行されている。
チェコスロバキアは大阪万博の記念切手として、自国の印刷技術を誇示するために、日本が大阪万博前年の1969年に国際文通週間の記念切手の図案とした葛飾北斎の『富嶽三十六景』「甲州三島越」を精巧な凹版印刷で再現してみせた。一方で、アラブ土侯国の一つラサールカイマは、日本が1955年に発行した切手趣味週間の記念切手「ビードロを吹く娘」をそのまま使った「切手の切手」を発行し、その安易に外貨を獲得しようとする姿勢が切手蒐集家の顰蹙を買った。
日本ハンガリー友好協会が発足した1971年には、ハンガリーが東アジア美術館に所蔵する8点の浮世絵を図案とするシリーズ切手を発行した。これは、前年の大阪万博を機に発行された日本に関する切手の好調な売り上げを受けてのことであったと考えられている。

また、アメリカが発行した1974年の万国郵便連合の100周年の記念切手にも浮世絵が採用されている。これは、手紙に関する世界の名画を図案としたもので、8種のうちの一つに葛飾北斎の浮世絵が採用された。

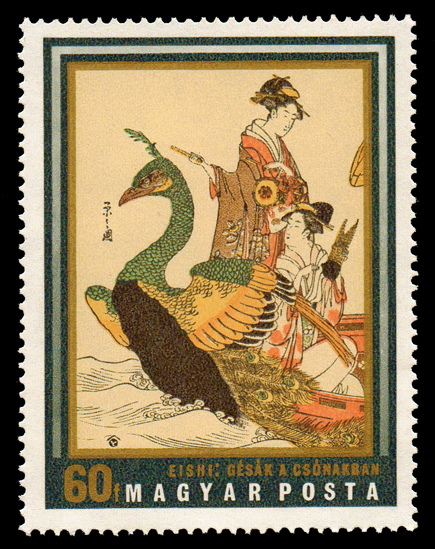
1972年ハンガリー、鳥文斎栄之 「七美人船上の管弦遊び」
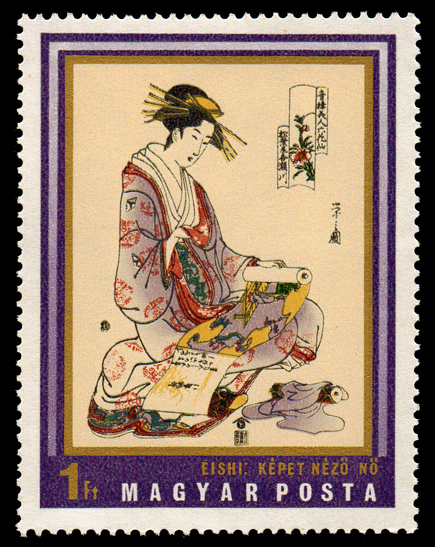
1972年ハンガリー、鳥文斎栄之 「青楼美人六花仙 松葉屋喜瀬川」
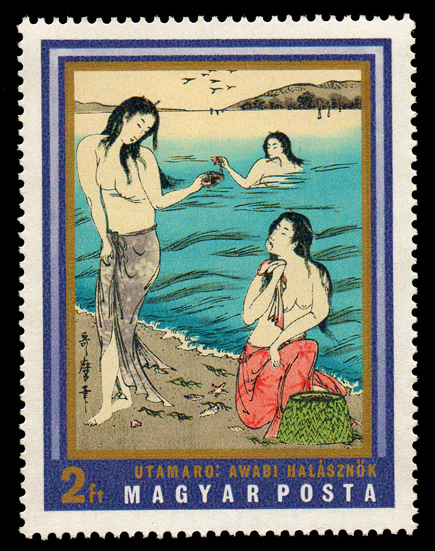
1972年ハンガリー、歌麿
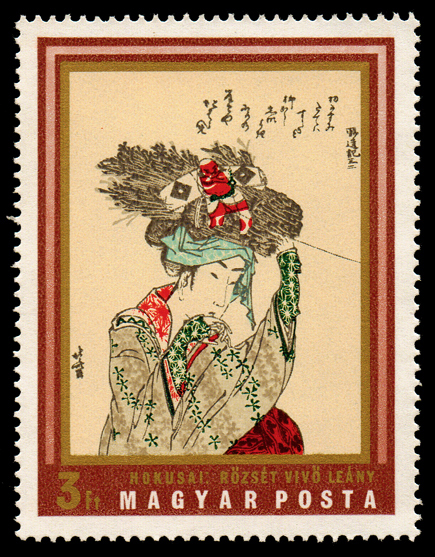
1972年ハンガリー、北斎
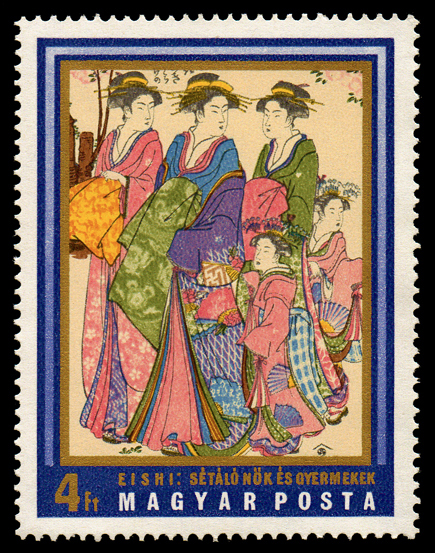
1972年ハンガリー、栄之
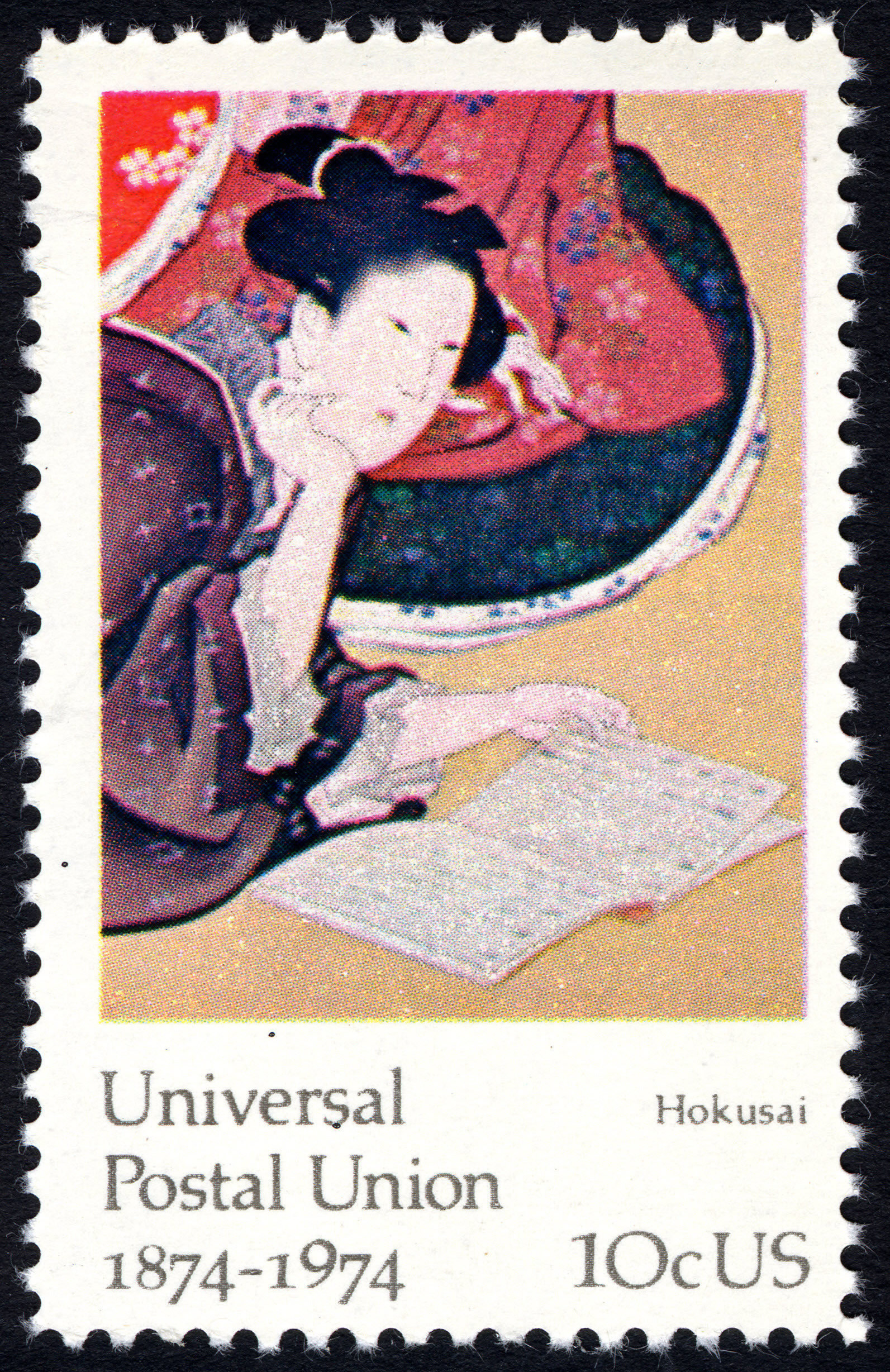
1974年アメリカ 「万国郵便連合100年記念」、

#### 1980年代以降
1989年、昭和天皇の崩御により昭和から平成に改元されると、浮世絵をはじめとした日本の絵画を図案とし、余白に「昭和」や「平成」と書かれた切手シートが多数発行された。日本郵趣協会の森下幹夫は、これらの切手を「平成改元切手」と呼んでいる。この時期からの浮世絵切手の発行国は、すでにアラブ首長国連邦として郵便事業が一本化されそれぞれの首長国での切手発行が廃止されたアラブ土侯国に替わって、アフリカ諸国やカリブ海諸国が中心となっている。題材としては、歌川広重と葛飾北斎の作品がほとんどで、とりわけ広重の『東海道五拾三次』と花鳥画が多く採用された。翌1990年には、ブータンから広重の『名所江戸百景』を題材とした切手が発行された。また、同年には国際連合郵政部が、鈴木春信の浮世絵を題材とする切手を発行している。
1997年から1998年は広重生誕200周年に当たり、1999年は北斎没後150年であった。森下によれば、前者では15か国から180種超の、後者では21か国から270種の切手が発行されたという。なお、日本では1997年（平成9年）に発行された文化人切手の一つとして、三代歌川豊国の「広重の死絵」が採用されている。日本国外で取り上げられた広重の作品としては、「平成改元切手」で多数発行された『東海道五拾三次』はほとんどなくなり、『名所江戸百景』と花鳥画から多く採られている。『名所江戸百景』では、先にブータンが発行したものとほとんど重複がなく、森下は切手エージェント会社の戦略的な発行意図を指摘している。一方、北斎の方は、幅広い作品から満遍なく採用されている。
2001年には「日本国際切手展2001」記念として約200種、2002年から2003年には「日本の美術」と称する約160種の浮世絵切手が、日本国外で発行された。この頃からは、一通り切手に採用され尽くされた感のある広重・北斎の作品はほとんど見られなくなり、歌川国貞、大蘇芳年、喜多川歌麿、鈴木春信、東洲斎写楽、豊原国周、鳥居清長など、幅広い浮世絵師の作品が採り上げられるようになってきている。

## 受容
日本では、1948年（昭和23年）に発行された「見返り美人」の切手と翌1949年（昭和24年）の「月に雁」の切手が大人気となり、やがて切手蒐集ブームとなっていった。浮世絵研究家で馬頭町広重美術館（現・那珂川町馬頭広重美術館）館長を務めた稲垣進一は「切手収集ブームは『見返り美人』に始まる」とし、「趣味週間の切手はどんな図柄が出るか毎回わくわくしたものである」と振り返っている。浮世絵は太平洋戦争後においても、国鉄の売店で売られていたマッチ箱に描かれたり永谷園本舗の「お茶づけ海苔」に同封されたりするなど身近でなじみのある芸術作品として人気であった。日本で浮世絵を図案とする切手が受け入れられた背景には、こうした浮世絵を愛する血が日本人に脈々と受け継がれていることがあるとされる。日本の切手の博物館では、2011年（平成23年）2月5日から13日に「世界浮世絵切手大全展」が開催された。
日本国外においても、日本独自の表現様式である浮世絵は、「UKIYO-E」として世界的な人気を博している。浮世絵切手は、アラブ土侯国やアフリカ諸国、カリブ海諸国をはじめ多くの国で発行されており、むしろ日本国外の方が多様な浮世絵師の作品を題材として採り上げているほどである。様々な国から発行されている浮世絵切手は、美術切手を集める外国人の切手蒐集家に受け入れられている。

## ギャラリー

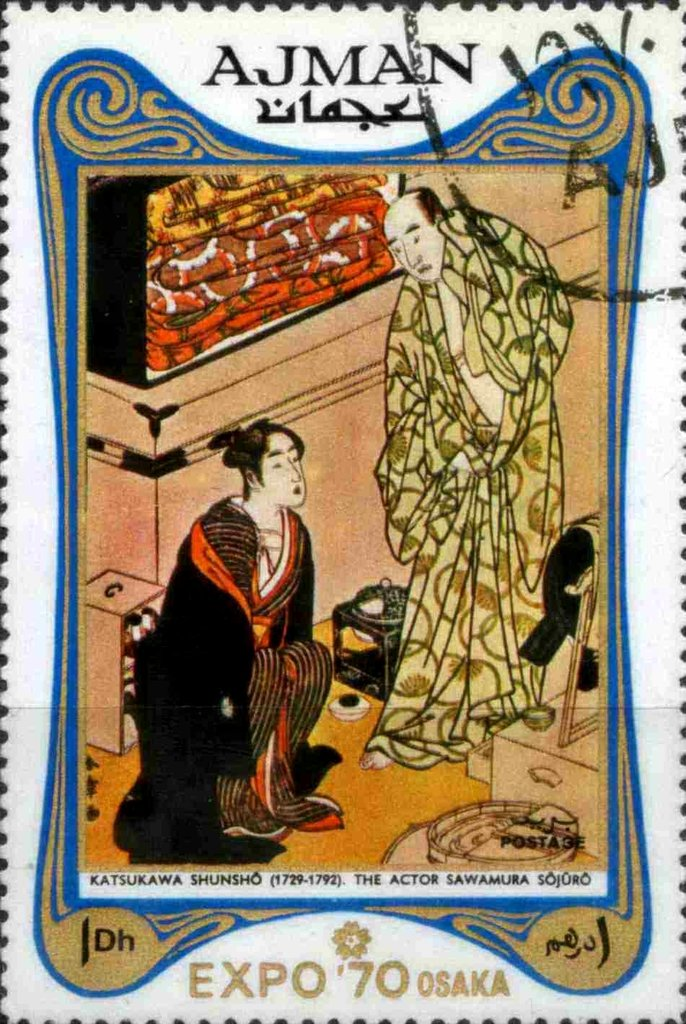
1970年アジュマーン （アラブ土侯国）、 勝川春章
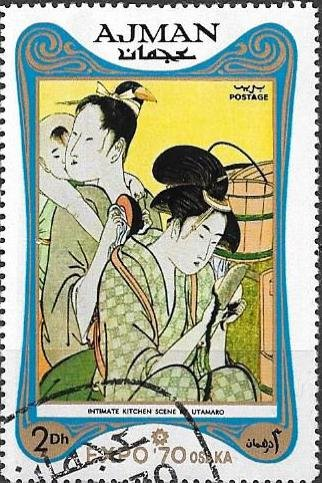
1970年アジュマーン （アラブ土侯国）、 喜多川歌麿
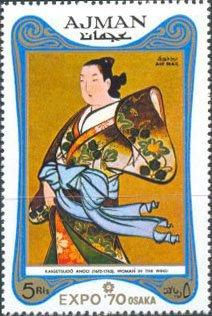
1970年アジュマーン （アラブ土侯国）、 懐月堂安度 「立美人図」
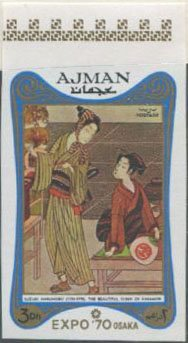
1970年アジュマーン （アラブ土侯国）、 鈴木晴信「笠森お仙」
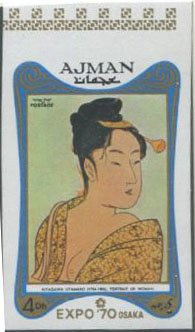
1970年アジュマーン （アラブ土侯国）、 喜多川歌麿 「浮気之相」
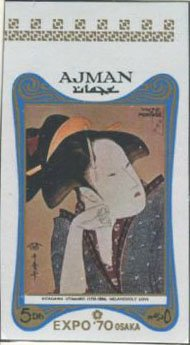
1970年アジュマーン （アラブ土侯国）、 喜多川歌麿 「歌撰恋之部 物思恋」
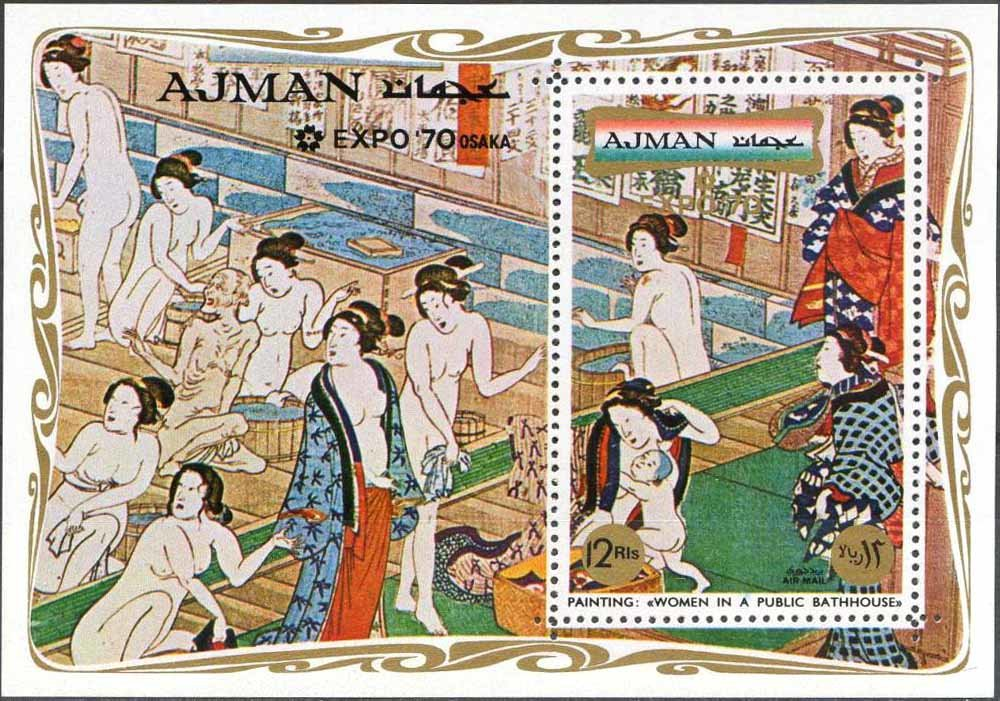
1970年アジュマーン （アラブ土侯国）、 落合芳幾 「時世粧年中行事之内 競細腰雪柳風呂」
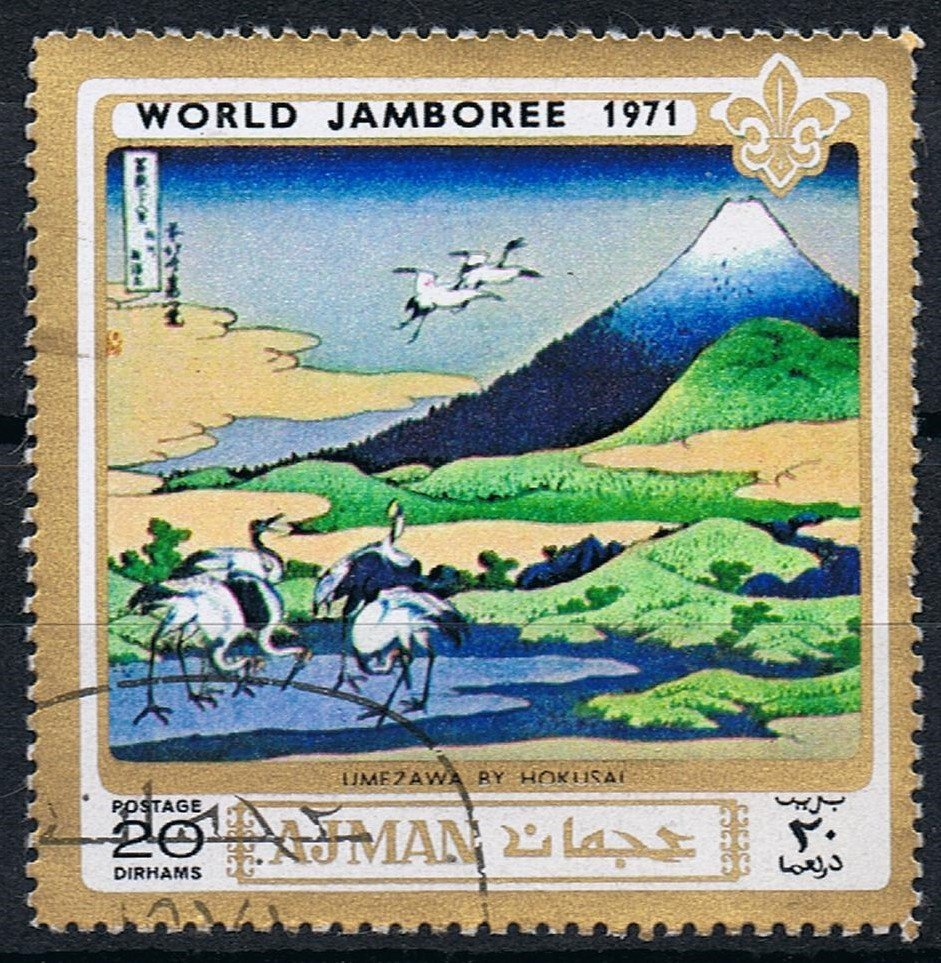
1971年アジュマーン （アラブ土侯国）、 北斎『富嶽三十六景』 「相州梅沢左」
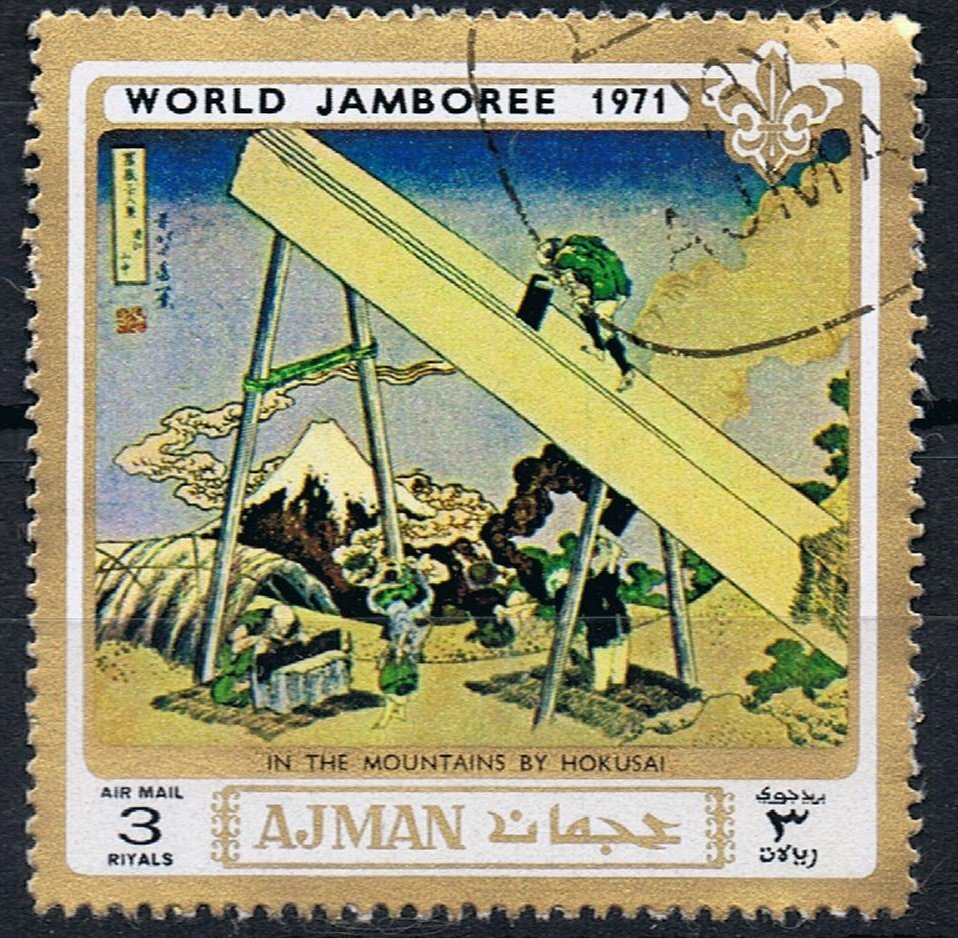
1971年アジュマーン （アラブ土侯国）、 北斎『富嶽三十六景』「遠江山中」
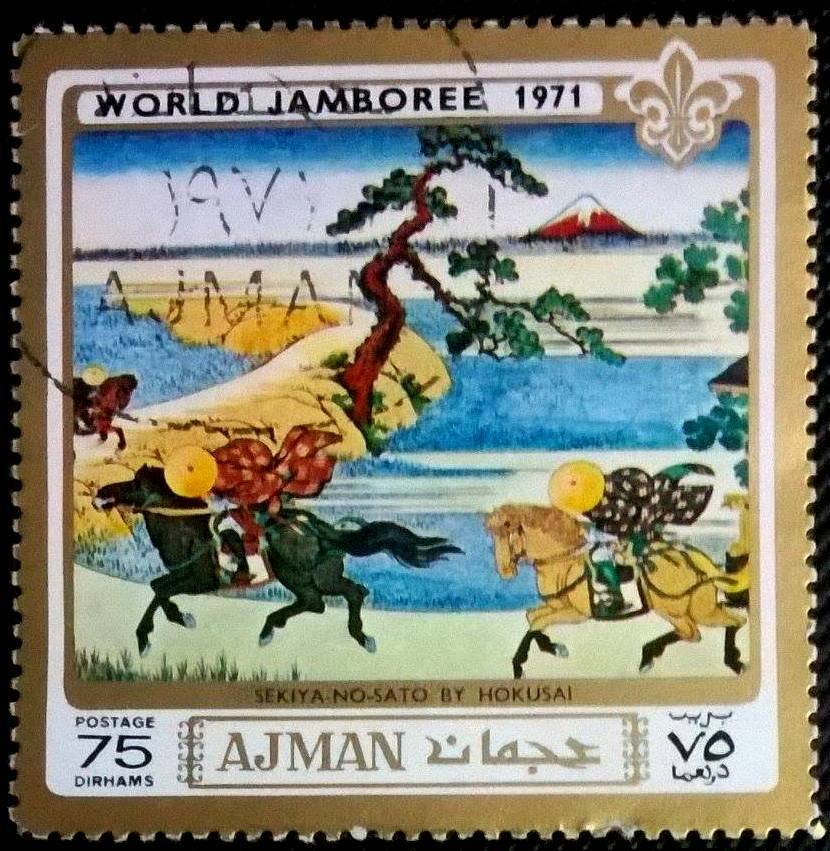
1971年アジュマーン （アラブ土侯国）、 北斎『富嶽三十六景』「隅田川関屋の里」
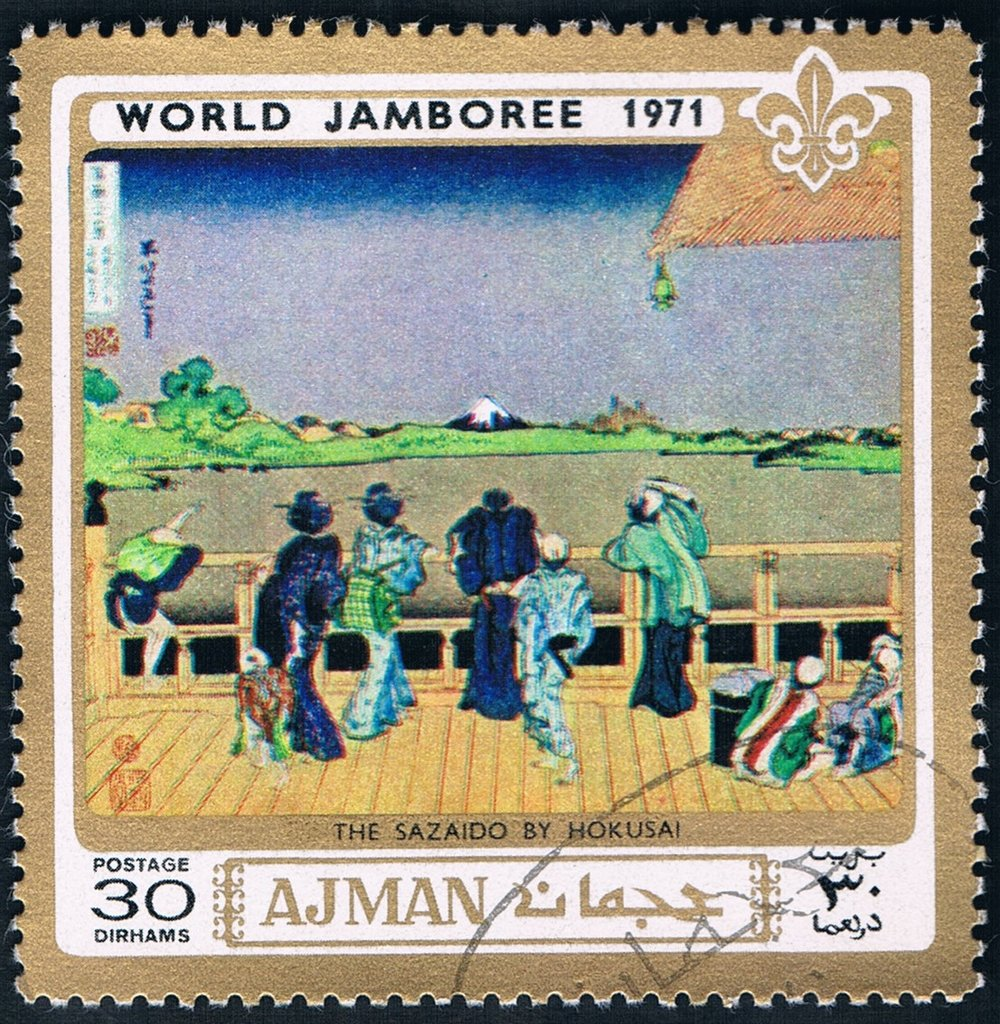
1971年アジュマーン （アラブ土侯国）、 北斎『富嶽三十六景』「五百らかん寺さゞゐどう」
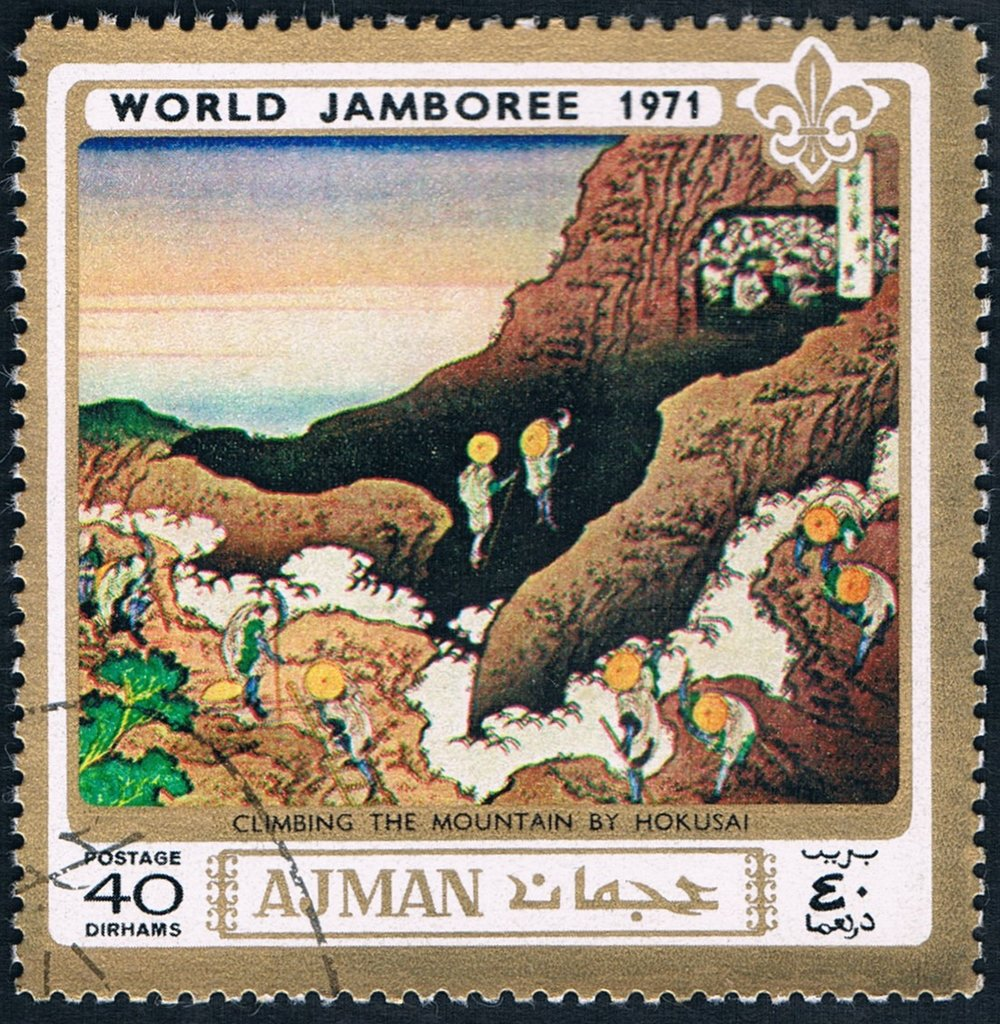
1971年アジュマーン （アラブ土侯国）、 北斎『富嶽三十六景』「諸人登山」
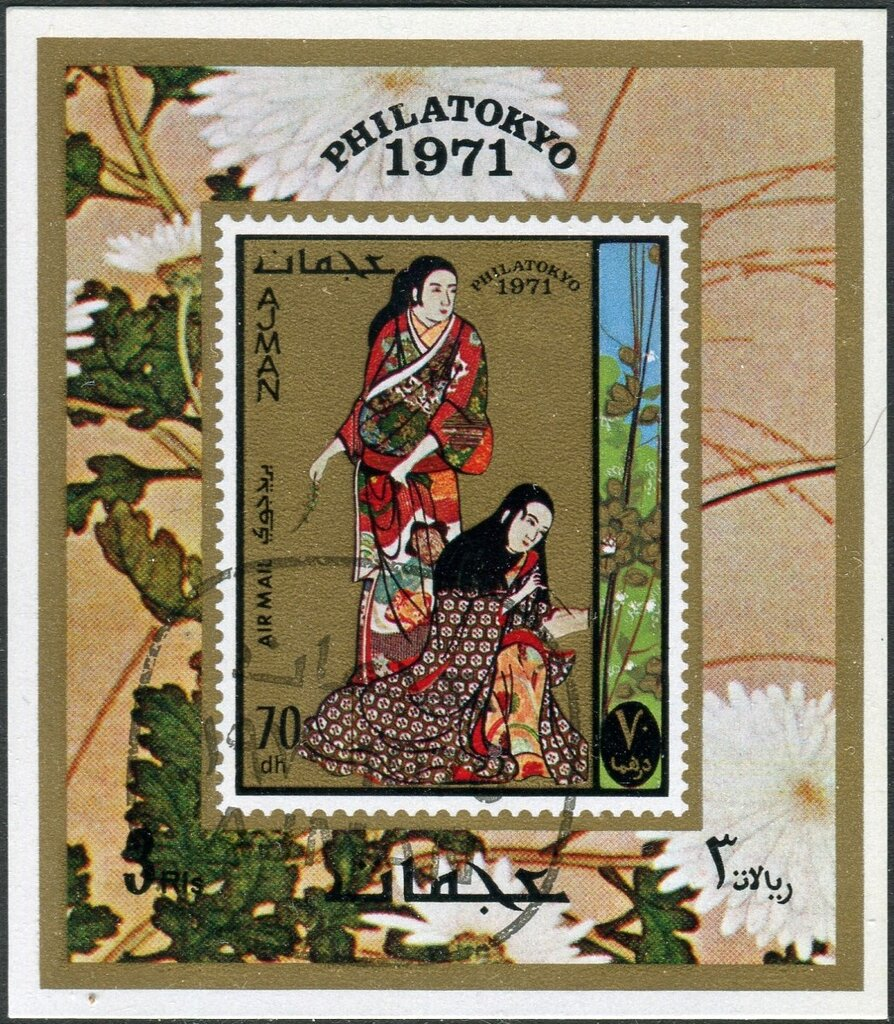
1971年アジュマーン （アラブ土侯国）、 『松浦屏風』
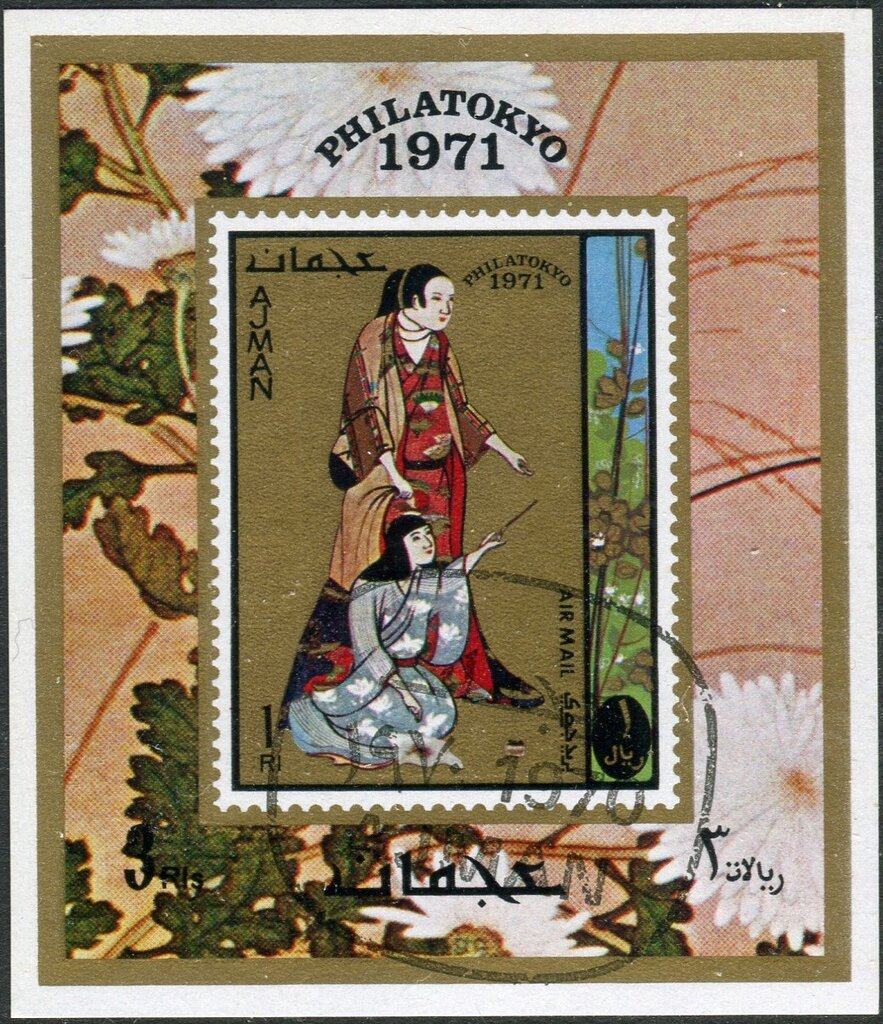
1971年アジュマーン （アラブ土侯国）、 『松浦屏風』
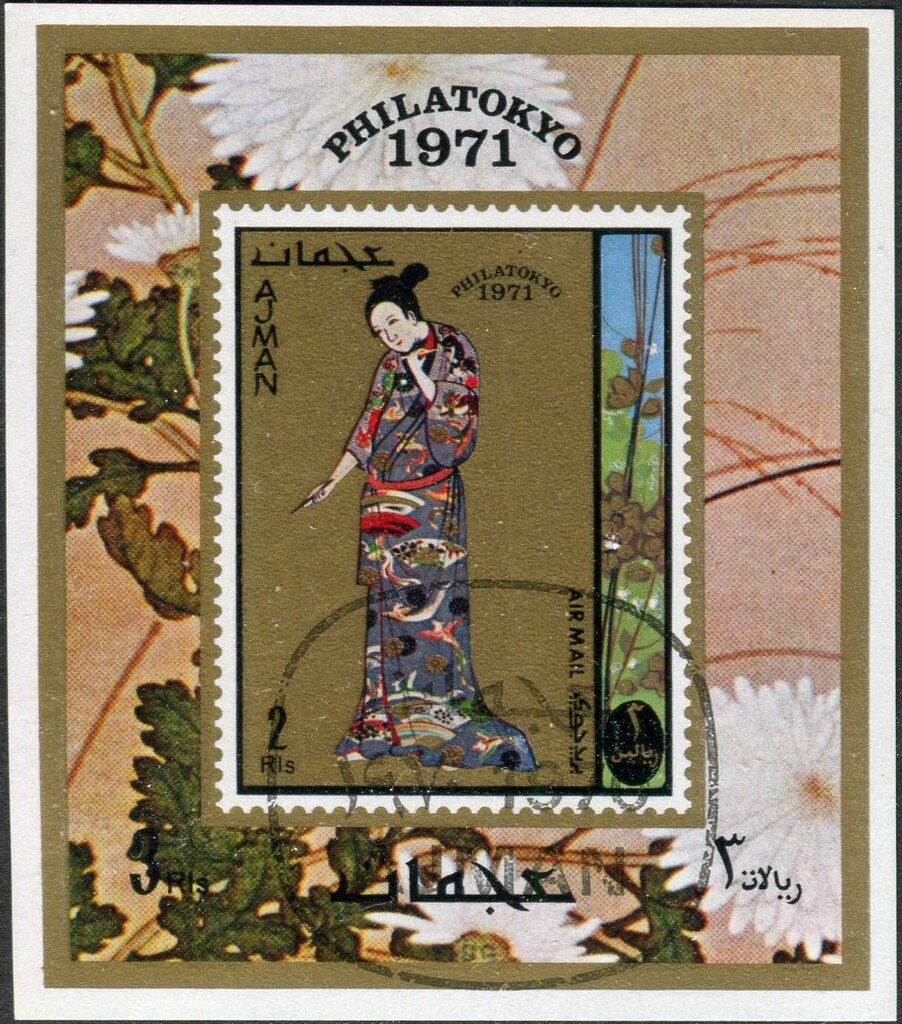
1971年アジュマーン （アラブ土侯国）、 『松浦屏風』
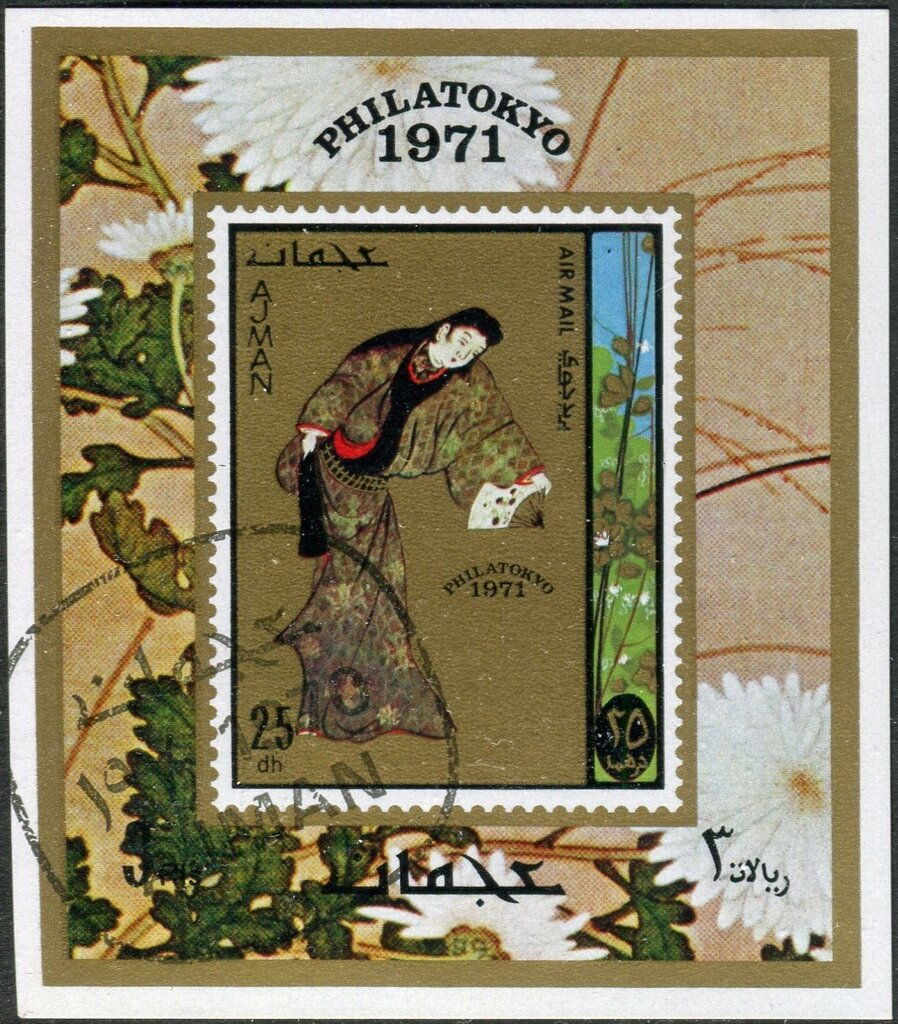
1971年アジュマーン （アラブ土侯国）、 『舞踊図屏風』
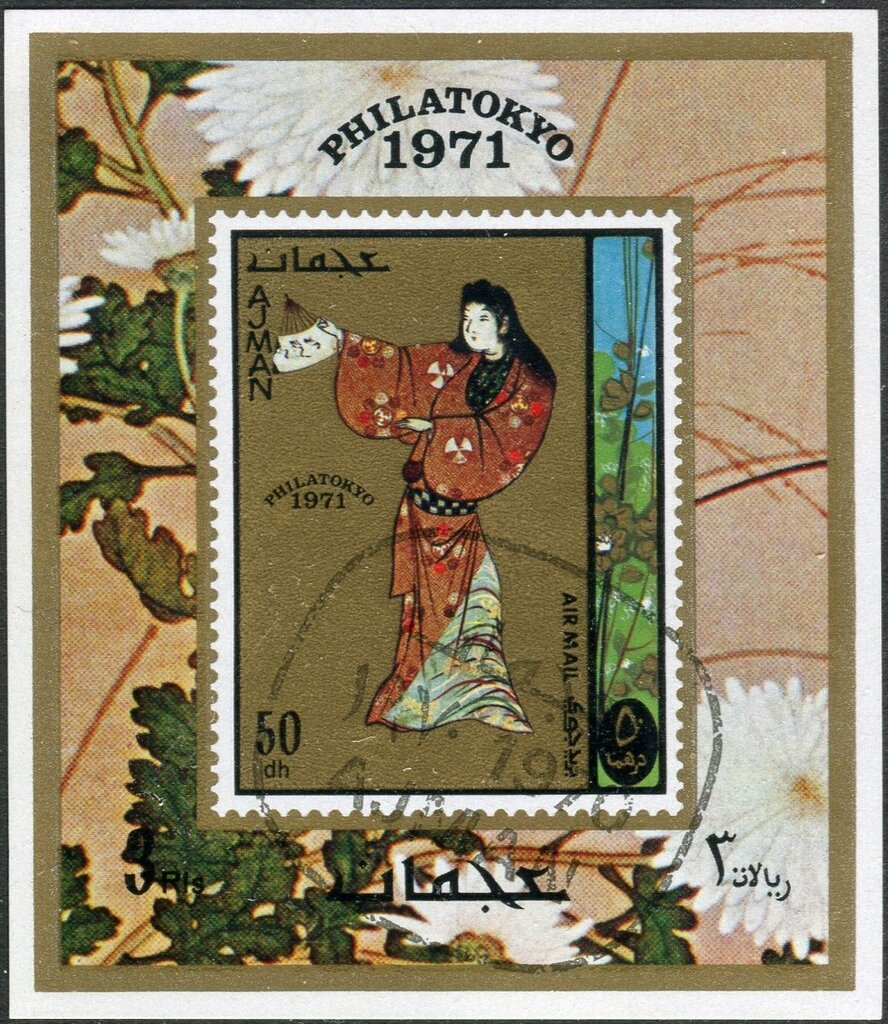
1971年アジュマーン （アラブ土侯国）、 『舞踊図屏風』
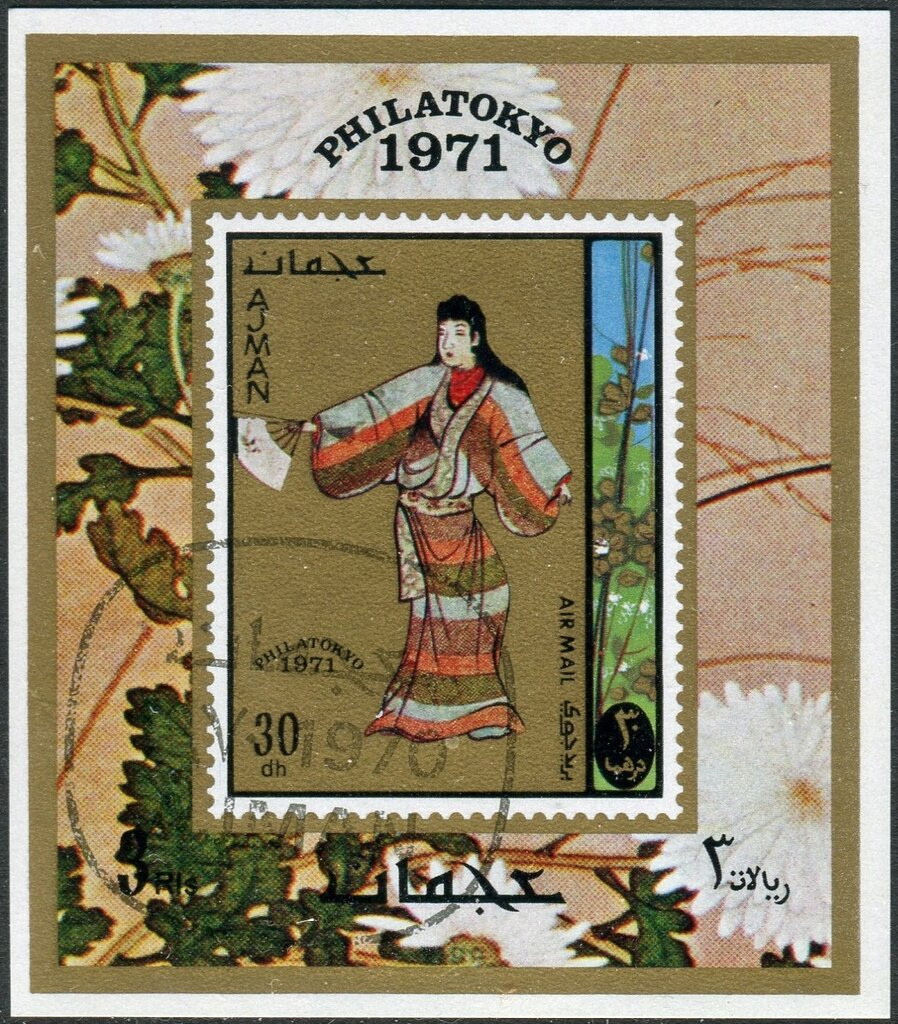
1971年アジュマーン （アラブ土侯国）、 『舞踊図屏風』